# Lázaro Barbosa de Sousa
Lázaro Barbosa de Sousa (Barra do Mendes, 27 de agosto de 1988-Águas Lindas de Goiás, 28 de junio de 2021) fue un criminal, cantante y asesino en serie brasileño.

## Biografía
Barbosa ganó notoriedad en junio de 2021 tras un presunto intento de robo, matando a cuatro personas de una misma familia que vivían en una finca de Incra 9, distrito de la región administrativa de Ceilândia, en el Distrito Federal, y también por lograr escapar durante diecinueve días (hasta el 28 de junio de 2021) de una significativa fuerza policial en los alrededores del DF, mientras cometía una ola de robos en fincas del municipio de Cocalzinho de Goiás. 
La familiaridad del criminal con las regiones forestales y las dificultades inherentes a la búsqueda permitieron que Barbosa permaneciera prófugo.
Barbosa murió en la mañana del 28 de junio de 2021, tras un tiroteo con policías.

## Casos anteriores
En 2007 fue arrestado en su ciudad natal, Barra do Mendes, por un doble homicidio, pero huyó diez días después y se mudó a otro estado. Dos años después fue capturado y trasladado al Complejo Penitenciario Papuda en Brasilia, esta vez por sospecha de robo, violación y posesión ilegal de un arma. En 2013 se sometió a un examen médico que encontró graves problemas mentales, retratando a Barbosa como impulsivo, ansioso, desequilibrado mental y con «inquietudes sexuales».
En 2014 recibió un certificado de buena conducta y, como resultado, obtuvo el derecho a cumplir su condena en el régimen semiabierto. Se fugó de Papuda en 2016 y fue capturado el 7 de marzo de 2018, siendo enviado a un penal en Águas Lindas de Goiás, de donde huyó por el techo el 23 de julio. Desde entonces estuvo prófugo de la cárcel.
El 8 de abril de 2020 fue acusado de invadir una finca y, con un hacha, golpear a un hombre en la cabeza; el hombre sobrevivió, pero quedó con secuelas. El 26 de abril de 2021 irrumpió en una casa en Sol Nascente, encerró al padre con su hijo en el dormitorio y violó a la mujer en los pastizales. El 17 de mayo de 2021 invadió otra finca en Sol Nascente, donde encerró a todos los hombres de la casa en una habitación, desnudó a las mujeres y abusó de ellas.

## Cronología de delitos en junio de 2021

### 9 de junio
El 9 de junio de 2021, Barbosa invadió una finca en Incra 9 en la ciudad de Ceilândia, donde asesinó a sangre fría a Cláudio Vidal, de 48 años, y a sus dos hijos, Gustavo Marques Vidal, de 21, y Carlos Eduardo Marques Vidal, de 15 años. En su fuga tras el crimen, tomó como rehén a Cleonice Marques, de 43 años, esposa y madre de los otros fallecidos.
Antes de ser secuestrada, Cleonice Marques logró advertir a su hermano sobre la situación a través de un teléfono celular. Su hermano llegó a la escena del crimen y pronto llamó a la policía, que inició una operación con la esperanza de encontrar con vida a Cleonice Marques.

### 10 de junio
El día 10, Barbosa invadió otra chácara a 3 km de aquella donde había cometido el primer crimen, tomando como rehenes al dueño y al cuidador de la finca durante tres horas. Durante este tiempo, obligó al dueño a cocinar para él mientras hacía comentarios orgullosos sobre el crimen anterior, que había aparecido en televisión. Barbosa también obligó a las víctimas a beber y consumir drogas con él. Después del episodio se escapó con teléfonos celulares, una chaqueta y doscientos reales. En esta ocasión no mató ni hizo daño a nadie.

### 11 de junio
Barbosa robó un vehículo en Ceilândia y se dirigió a Cocalzinho, en Goiás, donde prendió fuego al vehículo para dificultar su reconocimiento. Tras el acto, un cómplice facilitó su fuga.

### 12 de junio
El día 12 invadió una finca y tomó como rehén a un cuidador, pasando toda la tarde bebiendo con él. En este episodio no lastimó ni robó al cuidador; solo lo obligó a tomar bebidas alcohólicas con él.
El mismo día la policía mapeó el modus operandi del criminal, lo cual los llevó a dos de los escondites del asesino, donde encontraron los restos de Cleonice, que había sido secuestrada el 9 de junio.
Durante la noche del día 12, Barbosa invadió otra finca. Las personas del lugar reaccionaron y fueron tiroteadas; en total, tres resultaron heridas y dos se encuentran en estado grave. Luego de disparar contra los pobladores del lugar, Barbosa huyó llevándose consigo dos armas que había robado del sitio. Más tarde ese mismo día, prendió fuego a una casa e intercambió disparos con la policía, pero logró huir del lugar.

### 13 de junio
Barbosa logró evitar a la policía, robar un auto estacionado y recorrer 30 km hasta acercarse a una de las barreras colocadas por la policía. El criminal saltó del auto y huyó a pie hacia el bosque, donde permaneció prófugo durante varios días.

### 14 de junio
Durante el 14 de junio no hubo reportes importantes del movimiento del criminal; un cuidador de una finca cercana afirmó haber intercambiado disparos con Barbosa en las primeras horas de la mañana entre el 14 y el 15 de junio. La policía no averiguó si la historia del casero era cierta. Éste no resultó herido durante el presunto enfrentamiento.

### 15 de junio
Barbosa fue encontrado por gente en vehículos rurales de la zona que participaban en el asedio del criminal luego de que éste agrediera a una familia. Barbosa participó en un tiroteo en el que terminó hiriendo a un policía militar. La Secretaría de Seguridad Pública no pudo informar si Barbosa también resultó lesionado en el tiroteo.

### 16 de junio
Barbosa fue visto por vecinos de la ciudad de Cocalzinho de Goiás. Tras ser descubierto, irrumpió en una casa donde estaban tres personas, dejando a dos de las tres víctimas. Una de las víctimas, un adolescente, logró enviar un mensaje a la policía mientras se escondía en su habitación. La casa estaba siendo vigilada por la policía militar y Barbosa ingresó en ella poco después de salir de la guarnición.
Barbosa encontró al adolescente y se llevó a los tres rehenes al monte, donde destruyó sus teléfonos celulares. Después de notar el cerco policial con helicópteros, los liberó y siguió su fuga. Las autoridades sospecharon que Barbosa pasó la noche en un sitio abandonado en vista de los signos de robos recientes y una camiseta ensangrentada, lo que sugiere que Barbosa pudo haber resultado herido o cazó un animal en esos días.

### 17 de junio
Barbosa intercambió disparos con la policía durante un asedio en la zona rural de Cocalzinho de Goiás. El tiroteo dejó heridos; sin embargo, no se dio más información.

### 18 de junio
Barbosa fue visto en una pocilga durante un asedio policial, en el distrito de Girassóis. Sin embargo, nuevamente escapó. El secretario de Seguridad Pública, Rodney Miranda, afirmó haber visto al delincuente en un valle a un kilómetro de él.

### 24 de junio
Alrededor de las 9:30 p. m., en una conferencia de prensa, el secretario de Seguridad Pública de Goiás, Rodney Miranda, dijo que la policía arrestó a dos personas sospechosas de ayudar a escapar a Barbosa. Eran el agricultor Elmir Caetano Evangelista y su ama de llaves, Alain Reis dos Santos. Según el testimonio de Alain, Barbosa durmió cinco días en la propiedad de Elmir, además de cenar y almorzar, siendo llamado por el campesino a gritos hacia el bosque. Elmir, sin embargo, según la defensa, negó todo y afirmó que cuando gritó el nombre de Barbosa en el bosque, solo estaba bromeando.

### 26 de junio
El día 26, la policía reveló que Barbosa había creado un perfil falso en Facebook llamado «Patrik Sousa», presuntamente para seguir la noticia del caso. La cuenta fue creada a partir de un celular robado entre el 15 y el 18 de junio.

## Muerte
El 28 de junio, el gobernador de Goiás, Ronaldo Caiado, anunció el arresto de Lázaro Barbosa. El delincuente estaba escondido en la casa de su exsuegra, en  el municipio de Águas Lindas de Goiás. Tras ser capturado, y mientras era trasladado al hospital, murió por las heridas recibidas durante su arresto.

## Motivaciones
Barbosa había estado prófugo desde 2018 y trabajaba en propiedades rurales. Se desconocen los motivos que lo llevaron a matar a la familia en Incra 9. Sin embargo, se atribuyeron posibles motivaciones.

### Problemas mentales
En un informe psicológico previo al incidente de 2021, Barbosa había sido descrito como una persona impulsiva, ansiosa y «sexualmente preocupada».

### Supuesta posesión demoníaca
Barbosa les dijo a algunas víctimas que estaba cometiendo todos sus crímenes porque se encontraba bajo una «posesión demoníaca».

## Respuesta
Se armó una operación junto con las policías militares, civiles y la Policía Rodoviaria Federal, con la participación de más de doscientos hombres para encontrar a Barbosa. La policía se dividió entre importantes carreteras de la región, donde se colocaron barreras; también ocuparon 34 fincas de la región para resguardar a los pobladores y realizaron patrullajes por la zona boscosa donde se había escondido el criminal, ya que, según la policía, sería un «leñador experimentado».
Los bomberos militares también ayudaron en la búsqueda, utilizando drones para encontrarlo y evitar mayores complicaciones.
Las tiendas de las regiones por donde pasó Lázaro fueron cerradas para evitar la presencia del criminal. Además, hay informes de que los residentes de las regiones comenzaron a abandonar sus hogares.

### En Internet
En las redes sociales, Barbosa se convirtió en un meme de internet por la demora de la policía en capturarlo. En Facebook se crearon al menos 346 perfiles falsos del criminal, según una encuesta realizada el 17 de junio de 2021. El 18 de junio circuló un video falso que mostraba la captura de Barbosa. También se difundieron montajes «burdos» que pretendían vincular al criminal con el expresidente Lula da Silva.